# Saint-Jean-du-Thenney
Saint-Jean-du-Thenney is een gemeente in het Franse departement Eure (regio Normandië) en telt 186 inwoners (1999). De plaats maakt deel uit van het arrondissement Bernay.

## Geografie
De oppervlakte van Saint-Jean-du-Thenney bedraagt 8,3 km², de bevolkingsdichtheid is 22,4 inwoners per km².
De onderstaande kaart toont de ligging van Saint-Jean-du-Thenney met de belangrijkste infrastructuur en aangrenzende gemeenten.

## Demografie
Onderstaande figuur toont het verloop van het inwonertal (bron: INSEE-tellingen).